# دلا سرون
دلا سرون (به انگلیسی: Della Sehorn) (زادهٔ ۲۸ مهٔ ۱۹۲۷) شناگر اهل ایالات متحده آمریکا است.